# Dimethylformamid
Dimethylformamid er en organisk forbindelse med sumformlen (CH3)2NC(O)H. Dimethylformamid forkortes ofte DMF (denne forkortelse kan dog tillige bruges om dimethylfuran eller dimethylfumarat). Under standardbetingelser er DMF en farveløs væske, som er blandbar med vand og de fleste organiske væsker. DMF er et almindeligt brugt opløsningsmiddel til kemiske reaktioner. DMF er lugtløs, men gammel DMF eller DMF til teknisk brug har ofte en fiskeagtig lugt pga. urenheder af dimethylamin. Som navnet indikerer, er DMF et derivat af formamid, dvs. amidet af myresyre. DMF er et polært, hydrofilt, aprot opløsningsmiddel med et højt kogepunkt. Det er velegnet til reaktioner, der følger polære mekanismer, f.eks. SN2-reaktioner.

## Struktur og egenskaber
Som for de fleste amider har spektroskopiske undersøgelser vist, at C-N-bindingen og C-O-bindingen har delvis dobbeltbindingskarakter. Infrarød spektroskopi viser således en strækningsfrekvens ved kun 1675 cm−1 for C=O, hvorimod en keton ville absorbere i nærheden af 1700 cm−1. NMR-spektroskopisk set er de to methylgrupper ikke ækvivalente, og i en opløsning af deutereret kloroform (d-kloroform) giver de anledning til to singletter à tre protoner hver ved δ 2,97 og 2,88 på et H NMR-spektrum.
DMF er blandbar med vand. Damptrykket af DMF er 3,5 hPa ved 20 °C. En Henrys lov-konstant på 7,47 × 10−5 hPa m3 mol-1 kan udledes fra en eksperimentelt bestemt ligevægtskonstant ved 25 °C. Fordelingskoefficienten, POW, er blevet målt til -0,85. Idet masefylden af DMF (0,95 g/cm3 ved 20 °C) er sammenlignelig med massefylden af vand, forventes det ikke, at der vil dannes lag af DMF i overfladevand ved spild.
DMF hydrolyseres af stærke syrer og baser, især ved høje temperaturer. Natriumhydroxid omdanner DMF til formiat og dimethylamin.

## Produktion
DMF produceres ved reaktion mellem methylformiat og dimethylamin eller mellem dimethylamin og carbonmonoxid. DMF kan desuden dannes ud fra superkritisk kuldioxid ved hjælp af rutheniumkatalysatorer.

## Anvendelser
Den primære anvendelse af DMF er som et opløsningsmiddel med lav fordampningshastighed. DMF bruges i produktionen af akrylfibre og plaststoffer. Det bruges tillige som opløsningsmiddel ved syntese af peptider til brug i lægemidler, i udviklingen og produktionen af pesticider og i produktionen af lim, kunstlæder, fibre, film og overfladebehandlingsmidler.
- DMF bruges som reagens i Bouveaults aldehydsyntese og Vilsmeier-Haack-reaktionen, begge nyttige metoder til dannelse af aldehyder.
- Det er et typisk opløsningsmiddel i Heck-reaktionen.
- Det bruges som katalysator i syntesen af acylhalider, især syntesen af acylklorider fra carboxylsyrer ved hjælp af oxalylklorid eller thionylklorid. Den katalytiske mekanisme involverer reversibel dannelse af et imidoylklorid.[10][11]
- DMF trænger ind i de fleste plaststoffer og får dem til at svulme ("swelling"). Denne egenskab gør DMF velegnet som opløsningsmiddel til fastfase-syntese af peptider og som bestanddel i malingfjernere.
- DMF bruges som opløsningsmiddel til at udtrække alkener såsom 1,3-butadien ved hjælp af ekstraktiv destillation.
- Det bruges i produktionen af solventfarvestoffer og som et vigtigt råmateriale.
- Ren acetylengas kan ikke komprimeres og opbevares uden risiko for eksplosion. Industriel acetyl bliver derfor opløst i dimethylformamid og opbevaret i metalcylindre eller -flasker. Emballagen fyldes desuden med agamassan, hvilket gør transporten mere sikker.

### Nicheanvendelser
DMF har mange anvendelser i forskningslaboratorier, da det er et almindeligt og billigt reagens.
- DMF er nyttigt til at adskille og opslæmme kulstof-nanorør og anbefales af National Institute of Standards and Technology til brug i nærinfrarød spektroskopisk analyse af disse.[12]
- DMF kan anvendes som standard i H NMR-spektroskopi i forbindelse med kvantitativ analyse af ukendte forbindelser.
- Det bruges i syntesen af organometalliske forbindelser som en kilde til carbonmonoxid-ligander.
- DMF er et almindeligt brugt opløsningsmiddel i elektrospinning.
- DMF anvendes desuden som opløsningsmiddel i solvotermisk analyse af metallo-organiske strukturer.

## Sikkerhed
Reaktioner, der involverer natriumhydrid i DMF, kan være farlige; tilfælde af exoterm dekomponering er blevet rapporteret ved temperaturer ned til 26 °C. I forbindelse med eksperimenter i laboratoriet opdages varmeudvikling dog for det meste hurtigt og bliver bragt under kontrol ved hjælp af f.eks. et isbad. På en semi-industriel skala har der dog været adskillige rapporter om ulykker.

## Giftighed
DMF's potentielle giftighed har fået betydelig opmærksomhed. Ifølge International Agency for Research on Cancer kan DMF ikke klassificeres som et humant carcinogen, men det er mistænkt for at forårsage medfødte misdannelser. I nogle industrisektorer er det derfor forbudt for kvinder at arbejde med DMF. Til mange reaktioner kan i stedet anvendes det mindre giftige opløsningsmiddel dimethylsulfoxid (DMSO). Mange producenter af DMF angiver "Life" eller "Chronic" som sundhedsfarer i deres sikkerhedsdatablad, idet DMF ikke let udskilles af kroppen.